# جيمس إتش لينكولن
جيمس إتش لينكولن (بالإنجليزية: James H. Lincoln)‏ هو قاضي ومحامي أمريكي، ولد في 26 أغسطس 1916 في بلدة ساند بيتش في الولايات المتحدة، وتوفي في 23 يوليو 2011 في هاربور بيتش في الولايات المتحدة.